# 鬼病院：灵异直播
是2018年上映的韓國恐怖電影，由電影《恐怖故事》《工作女郎》的導演鄭凡植執導，以尋獲佚失影片的手法拍攝。該片實際拍攝地為釜山的舊廢校海事高中。（昆池岩精神病院，已於2018年5月30日拆除）
電影背景設定於京畿道廣州市的一座廢棄精神病院「昆池岩精神病院」，其作為韓國三大靈異鬼屋之一。2012年，CNN將該病院列入「全球七大恐怖聖地」之一。
電影講述一個恐怖主題的網絡節目招募膽大人士来一同參與「恐怖實境體驗秀」前往「昆池岩精神病院」探險，讓七位年輕男女在深夜以網路直播方式進行探險，卻從此踏上不歸之路。當中的拍攝手法和劇情元素參考一些美國著名恐怖電影《靈動：鬼影實錄》、《墓地邂逅》、《厄夜叢林》等等。

## 劇情介紹
位於韓國廣州市山林的南營神經精神病院，自從1961年開業後就變成全國居於榜首的精神病院，即使有傳聞說該病院是秘密關押罪犯的刑訊所。從1979年開始，病院開始發生無數起病人自殺或失蹤事件，最後連院長都神秘身亡後，病院經過十八年的營業被勒令關閉棄置。從那之後，這座「昆池岩精神病院」成為全國無人不知曉的靈異禁地，開始流傳內部有病人冤魂出沒的鬧鬼傳言，如今變成年輕人試膽的最佳恐怖體驗之地。並且，病院深處有一扇打不開且受詛咒的「402號病房門」，曾經不少人試圖撬開這扇門一探究竟，但集體以失蹤、自殺或發瘋告終。一個Youtube當紅直播節目《恐怖時代》創始人河俊，為探尋這家病院超自然現象內幕，開放招募膽大人士陪他一同在病院關閉週年日當天前往病院體驗，最後組成七位新人團體踏上這次旅程。
七人來到病院附近的森林裡設置營地，趁白天時間在病院內部安設好動態攝影機，等到深夜的鬼魂出沒時刻進去探險，揚言今晚將會以直播方式打開402號門來破解詛咒。時刻來到，六人身上安裝能共同拍攝前後的GoPro攝影機走入病院，隊長河俊留在營地帳篷裡幫直播畫面做剪輯工作。進入病院後，六個人集體到二樓院長室觀摩院長合照等物品，隨後組成兩人一組探究病院各處，兩個新人女孩夏洛特和智賢走入一樓實驗室看到玩偶、實驗器材以及鳥屍體等物品，另外兩位新人亞妍和濟允則探索鬼魂出沒次數最高的三樓浴室等地。主持人丞旭和攝影師成勛留在院長室佈置好進行招魂儀式。而在儀式進行時，周圍佈下的鈴鐺等掛飾全部在一瞬間自己動了起來，將夏洛特和智賢差點嚇個半死。
除了亞妍和濟允留在四樓開始想辦法打開402號門以外，其他人集體回一樓的實驗室探查時，注意到先前被夏洛特和智賢發現的玩偶，從櫃子旁的位置自動換到窗前，這再度驚嚇到她們倆；丞旭甚至拿起玩偶用直播表示，該玩偶是院長室中擺放的合照裡，一位光頭精神病人手中拿的玩偶。事實上，這兩個現象都是河俊、成勛和丞旭三人聯手秘密設下的騙局，只是為了提高關注以得到更多利益。這時點擊率已經達到二十萬，眾人觀摩一間擺滿類似棺材、中間有洞之櫃子的實驗室時，丞旭和智賢分別伸手進櫃子中間的洞裡摸索時突然被不明物體拉住手，智賢手臂上甚至留下三道抓痕。回到走廊，智賢還發現夏洛特一開始在走廊墻上留下的紀念簽名塗鴉中的「活著」（살자）字樣已經變成「自殺」（자살），驚慌失措地認為她們已經受詛咒而脫隊走出病院回去營地。
河俊所在營地出現頻繁斷電，他甚至在六個隊友的直播中發現一個詭異的“第七視角”、包括用重播錄影證實墻上塗鴉確實被改動過，但他眼看著點擊率突然達到七十萬多而還是決定繼續進行。他命令正在考慮收工離開的成勛和丞旭繼續，答應事成會多分他們更多利益。原路返回的智賢和夏洛特開始不停地在森林裡繞圈子，而夏洛特腳邊出現一大堆來自病院實驗室散落的器材，甚至發現站在前面的智賢疑似中邪，雙眼全黑進入恍惚狀態、口中還一直重覆唸「402402402……」。驚嚇過度的夏洛特找到營地帳篷，跑進去卻發現是一座黑暗房間，得知她們其實從來沒走出過病院，甚至已被困在402號病房裡。智賢持續站在黑暗深處不動，夏洛特發現腳邊出現之前的玩偶，抬頭看見照片裡抱玩偶的光頭精神病人、全身抽搐向她走過來，最後被牠蒙住臉並直接拖進黑暗裡。
成勛和丞旭跟著不明聲音走入一樓儲藏室，發現裡面的輪椅突然自行移動，所有物品全部一瞬間飛出來，使丞旭被撞擊到頭部至昏迷。成勛被不明力量拖出房間後撞昏一段時間，醒後發現救不出丞旭，驚慌地跑上樓對當時仍然試圖打開402號門的亞妍和濟允求救，並承認之前發生的現象都是他們造假，而現在發生的是真實情況。一個乒乓球突然從他們後方黑暗中掉出來，三人還聽見夏洛特被抓走時的慘叫聲，而他們走廊的燈開始跳幀，就連電磁偵測器數值都破表。這時，402號門突然自動打開，成勛、亞妍和濟允集體吸進去，三人被困於一間地面和天花板都滿是水的房間，最後被黑暗裡的病人鬼魂一個一個附身而死。河俊發現隊友都音訊全無後，眼看點擊率馬上要破一百萬，因此不顧一切戴起攝影機跑進病院裡自行直播。他在病院窗戶上看見裡面有人影後拿出一架無人機至空中探查，但當他跑入門敞開的402號病房時，從窗戶外看見樓底下站著進入病院前的他自己，由此發現他剛剛看到的人是未來的自己。驚恐萬分的河俊突然感覺身後有人碰他，而漂浮到他身後的病人鬼魂直接將他在空中掐死。
丞旭從昏迷中清醒後發現他被綁在輪椅上，輪椅轉眼間開始自動將他全速往前推，丞旭大喊求救卻無人回應，在周圍所有病房門上無數隻眼睛的注視下，被推入402號病房中。這七名年輕人從此一起消失在病院裡；而實際上，網絡直播上的幾近超過一百萬人數的點擊率，其實只是病院鬼魂為了留住這七個人所製造的假象，真實的點擊率其實才503人。另外，夏洛特先前放置在病院一樓櫃檯上的一碗聖水突然開始沸騰，顯示病院裡的鬼的數量極其之多。

## 演員陣容

### 主要人物
| 演員   | 角色   | 介紹 |
| ------ | ------ | --- |
| 魏化儁 | 河俊   | 「恐怖時代」（Horror Times）網路廣播節目的創始人，提出這次病院探險，僅除他留在營地裡觀看直播進度以及剪輯工作。不惜暗地裡嚇唬新人以得到關注，隨著進度走向也逐漸被巨大利益衝昏頭腦。 |
| 朴智賢 | 智賢   | 網路新人，性格非常開朗，加入這次病院探險，隨時隨地帶著一部隨身攝影機拍攝紀錄片。                                                                                                   |
| 吳雅妍 | 亞妍   | 網路新人，一位純真無辜的女孩，即使對此類事情感到害怕，但在朋友陪伴下決定闖入這片靈異之地。                                                                                         |
| 文藝媛 | 夏洛特 | 韓裔美國人，剛剛從美國回來的女孩，之前已經挑戰CNN七大恐怖之地中的三處，這次受朋友建議而回來遊覽病院。                                                                              |
| 朴成勳 | 成勛   | 網路節目的攝影師，幫所有人設置好隨身GoPro攝影機等器材，和河俊、丞旭在暗地裡安排陷阱來嚇唬新人。                                                                                    |
| 李丞旭 | 丞旭   | 網路節目的主持人，進入病院為所有直播觀看者介紹情況，同時也跟河俊和成勛合夥設局嚇唬新人。                                                                                           |
| 劉濟允 | 濟允   | 網路新人，時常帶著帽子，在探險中跟亞妍一組，時常喜歡逗她玩，在這七個人中被選中打開402號門的人。                                                                                    |

## 獎項榮譽
| 年份   | 頒獎禮                    | 獎項               | 入圍者                 | 結果 | 參考        |
| ------ | ------------------------- | ------------------ | ---------------------- | ---- | ----------- |
| 2018年 | 第55屆大鐘獎              | 最佳新演員         | 魏化儁                 | 提名 | [ 5 ] [ 6 ] |
| 2018年 | 第55屆大鐘獎              | 最佳剪輯           | 金炯柱、楊東燁、鄭凡植 | 獲獎 | [ 5 ] [ 6 ] |
| 2018年 | 第55屆大鐘獎              | 最佳策劃           | 金元國                 | 提名 | [ 5 ] [ 6 ] |
| 2018年 | 第39屆青龍電影獎          | 最佳新人男演員     | 魏化儁                 | 提名 | [ 7 ]       |
| 2018年 | 第39屆青龍電影獎          | 最佳新人女演員     | 朴智賢                 | 提名 | [ 7 ]       |
| 2018年 | 第39屆青龍電影獎          | 最佳剪輯           | 金炯柱、楊東燁、鄭凡植 | 獲獎 | [ 7 ]       |
| 2018年 | 第39屆青龍電影獎          | 技術獎（音效設計） | 朴勇基、朴周康         | 提名 | [ 7 ]       |
| 2018年 | 第5屆韓國電影製作人協會獎 | 最佳音效設計       | 朴勇基、朴周康         | 獲獎 | [ 8 ]       |

## 類似電影
- 《墓地邂逅（英语：Grave Encounters）》：一部2011年發行且有著相似背景、人物設定的加拿大恐怖電影。
- 《厄夜叢林》：一部相似手法拍攝的美國著名恐怖電影。

## 記事
- 真實的醫院實際上只有三層，並沒有第四層，因此沒有402號房。

## 外部連結
- Daum上《鬼病院：灵异直播》的資料

- 韩国电影数据库（KMDb）上《鬼病院：灵异直播》的資料
- 互联网电影数据库（IMDb）上《鬼病院：灵异直播》的资料（英文）
- 《鬼病院：灵异直播》在HanCinema的页面（英文）
- 豆瓣电影上《鬼病院：灵异直播》的資料 （简体中文）
- 開眼電影網上《鬼病院：灵异直播》的資料（繁體中文）
- Yahoo奇摩電影上《鬼病院：灵异直播》的資料（繁體中文）
- Box Office Mojo上《鬼病院：灵异直播》的資料（英文）
- 爛番茄上《鬼病院：灵异直播》的資料（英文）